# 1919 en Belgique
Chronologie de la Belgique
- 1915
- 1916
- 1917
- 1918
- 1919
- 1920
- 1921
- 1922
- 1923

Cette page recense des événements qui se sont produits durant l'année 1919 en Belgique.

## Chronologie
- 21 janvier : réouverture de l'université francophone de Gand sous la direction du recteur Paul Fredericq[1].
- 13 février : fondation du Frontpartij (« Parti du Front »), parti nationaliste flamand[2].
- 4 mars : 15 000 métallurgistes manifestent à Charleroi en faveur de la journée de 8 heures[2].
- 10 avril : la Chambre approuve l'instauration du suffrage universel masculin[3].
- 28 mai : les territoires d'Eupen, de Malmedy, du Moresnet neutre et de Saint-Vith (les « cantons rédimés ») sont rattachés à la Belgique[2].
- 6 septembre : condamnation à mort du nationaliste flamand Auguste Borms[2]. Cette peine sera commuée en prison à vie[4].
- 16 novembre : élections législatives au suffrage universel masculin. Victoire des socialistes (36 % des voix). Le Parti ouvrier belge est désormais le deuxième parti à la Chambre[5].

- 2 décembre : installation du gouvernement Delacroix II[6].

## Culture

### Architecture

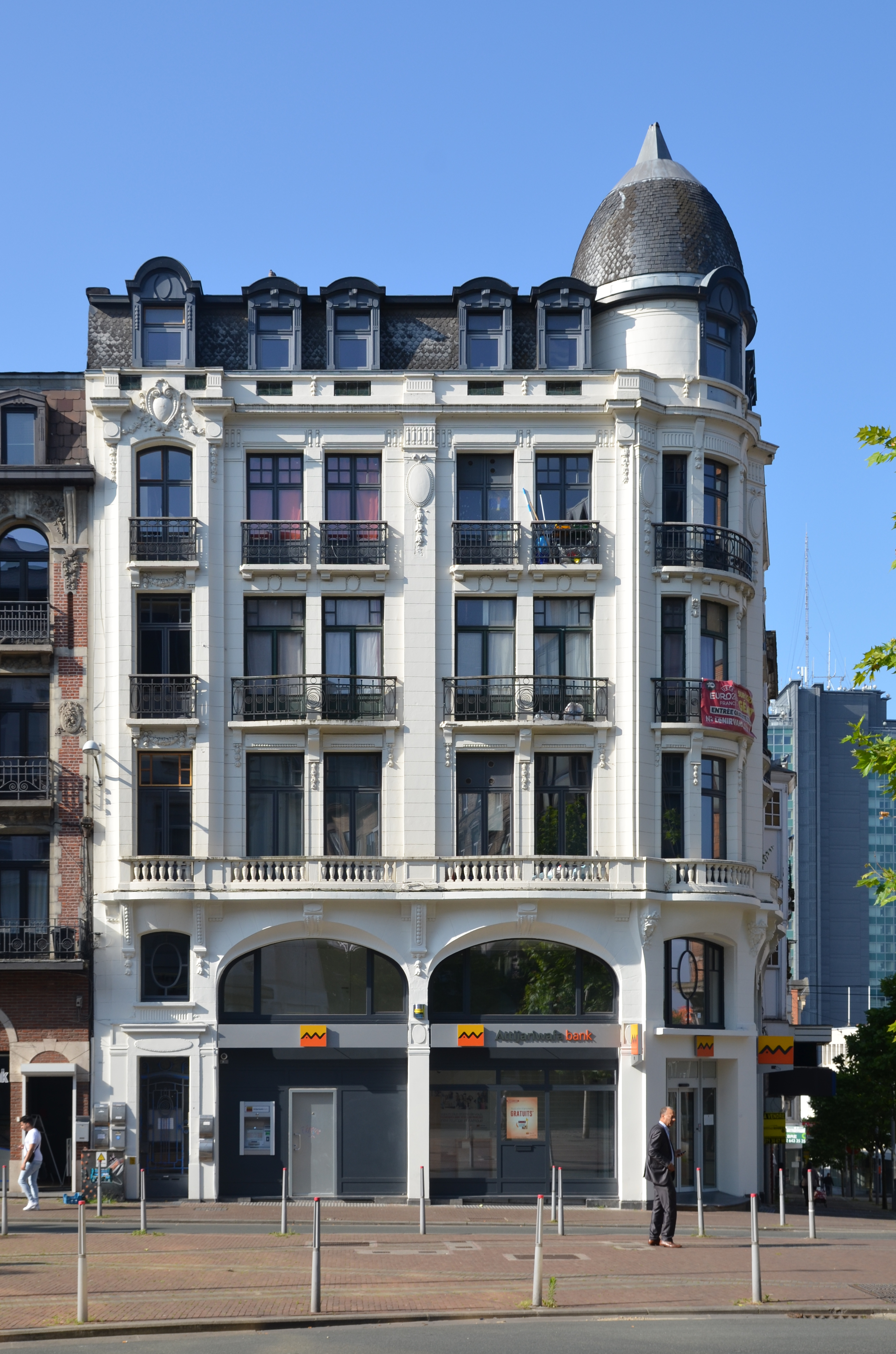
Maison Chouvette à Charleroi (style Beaux-Arts, Joseph André)

### Cinéma
- La Belgique martyre de Charles Tutelier.
- Suprême sacrifice d'Alfred Machin et Armand Du Plessy.

### Littérature
- Le Bourgmestre de Stilmonde, pièce de Maurice Maeterlinck[7].
- Le Laurier, recueil d'Albert Giraud[8].
- Les Semailles, pièce de Gustave Vanzype[9].

## Sciences
- Prix Nobel de physiologie ou médecine : Jules Bordet, pour ses découvertes relatives à l'immunité[2].

## Sports
- 28 juillet : le Belge Firmin Lambot remporte le Tour de France[2].

## Naissances
- 18 janvier : Joseph Andries, footballeur belge († 26 septembre 2006).
- 10 mars : Emiel Faignaert, coureur cycliste belge († 10 mai 1980).
- 26 avril : René-Pierre Hasquin, journaliste et écrivain belge de langue française († 30 avril 2015).
- 7 mai : La Esterella, chanteuse belge († 3 avril 2011).
- 22 mai : Paul Vanden Boeynants, homme politique belge († 9 janvier 2001).
- 27 août : André Declerck, coureur cycliste belge († 13 septembre 1967).
- 7 septembre : Albéric Schotte, coureur cycliste belge († 4 avril 2004).
- 23 novembre : Francine Holley, peintre belge († 22 mai 2020).

## Décès
- 16 février : Joseph Rulot, sculpteur (° 29 janvier 1853).
- 12 juillet : Désiré Maroille, homme politique (° 23 novembre 1862).